# Cetatea din Slimnic
Cetatea Slimnicului (Stolzenburg): incintă fortificată, cu turnuri, capelă, turndepoartă, bastion, anexe, a fost construită în secolul XIV. Figurează pe lista monumentelor istorice 2010, cod LMI SB-II-m-A-12552.

## Localitatea
Prima mențiune documentară 1282. Localitatea era amplasată pe granița de nord a Pământului Crăiesc, fiind în același timp un loc strategic important pe drumul care duce de la Sibiu la Mediaș, reprezentând astfel un avanpost al Sibiului spre nord.

## Fortificația
Situată pe colina Burgbasch, colină care domină partea de sud a localității, fortificația de la Slimnic (Stolzenburg), localitatea aparținând de Scaunul Sibiului, avea menirea să apere drumul Sibiu - Mediaș. Cetatea se desfășoară în direcție nord - sud deasupra întregii coline. Partea cea mai veche este o capelă gotică cu cor poligonal plat, peste care se ridică turnul clopotniță pe trei nivele. Spre sud a fost începută o biserică hală gotică care, probabil, nu a fost terminată niciodată. Se păstrează peretele de sud al navei principale și al colateralului cu arcade ogivale pe două niveluri. Peretele de vest, cu ferestre ogivale, are rânduri de mașiculiuri, care demonstrează că și acoperișul bisericii urma să fie fortificat. Accesul în cetate se asigura printr-un tunel în nordestul ansamblului subcorul bisericii, ducând în curtea de sud, iar de aici un turn facea legătura cu un ,,Zwinger” cu fântână. Zidurile sunt sprijinite de contraforturi zvelte.
Prima fortificație executată din piatră brută a fost ridicată în preajma marii invazii tătare de la începutul secolului al XIII-lea. Aceste prime întărituri au fost înlocuite cu ziduri mult mai puternice pe la începutul secolului al XV-lea, materialul principal de construcție fiind cărămida. O dată ridicate aceste ziduri formau două incinte (curți) poligonale. Cele două incinte există și astăzi, cea din sud fiind grav avariată la începutul secolului al XVIII-lea de curuții conduși de Lerenz Pekri aflat în slujba principelui Francisc Rákóczi al II-lea. Turnul incintei aflate în nordul fortificației nu avea metereze, drumuri de strajă sau guri de aruncare, zidurile având în schimb o grosime impresionantă de circa 3,5 metri.
Tradiția orală vorbește despre existența pe această colină a unui vechi palat regal, dar cercetările arheologice efectuate în zonă, menționează existența unei biserici vechi care domina incinta de nord. Ca urmare a unor deteriorări accentuate, susceptibile de distrugeri armate, cărora le-a rezistat doar corul și unele porțiuni de ziduri, s-a început ridicarea unei biserici hală gotice poziționată de-a latul cetății, în jurul anului 1450. Din cauza terenului existent în incintă și a particularităților sale, planul bisericii a fost unul trapezoidal și nu unul rectagular. Din cauza invaziilor turcești din secolul al XV-lea, biserica nu a fost terminată niciodată, iar bolțile care urmau să acopere zidurile au rămas la stadiul de proiect. Ca urmare, localnicii în loc să lucreze la ridicarea bisericii, au întărit zidurile fortificației.
Din structura inițială a edificiului de cult se păstrează azi doar zidurile exterioare și zidul din spre nord. Cu toate că structura este impresionantă, din cauza planului neobișnuit precum și nivelul ridicat al corului care avea prevăzut pe dedesubt un tunel ce iese către turnul-poartă, indiciile despre finalitatea construcției ca formă și estetică a ei, ramân necunoscute.
Din cauză că fortificațiile nu au fost cu adevărat terminate niciodată, a determinat ca în anul 1529 cetatea să fie cucerită de oștirea lui Ioan Zapolya, ocazie în care mulți localnici au fost trași în țeapă. În același an, având sprijinul Sibiului, cetatea a fost recucerită de către localnici. În anul 1658 cu ocazia unui asediu turcesc, cetatea a rezistat, nefiind cucerită. Cu prilejul rebeliunii curuților, o jumătate de secol mai târziu, în 1704, localitatea Slimnic a fost incendiată și cetatea a fost cucerită în 1706 și a rămas sub controlul lor până în 1707. La plecarea acestora, cetatea a fost incendiată iar incinta din sud, care începea de la curtea fântânii și casa parohială precum și biserica gotică au fost complet distruse. Ulterior s-a încercat reconstruirea incintei dar fără succes, incinta din sud nemaifiind ridicată niciodată. În anul 1717 s-a început o renovare a zidurilor și a bisericii dar lucrările au fost oprite doi ani mai târziu din cauza epidemiei de ciumă care făcea numeroase victime.
În anul 1855 s-a demolat o parte a bisericii și din materialul de construcții rezultat s-a ridicat un zid al cimitirului din localitate. În 1870 o parte a zidului din spre intrarea sudică a cetății s-a prăbușit, iar doi ani mai târziu s-au prăbușit o porțiune a zidurilor circulare ce apărau fântâna.
Între 1958-1959 sunt executate lucrări de consolidare la cetate, finanțate de comunitate și Direcția Monumentelor Istorice prin care s-au restaurat clopotnița, zidurile și turnul de apărare din nord-vest.

## Galerie de imagini

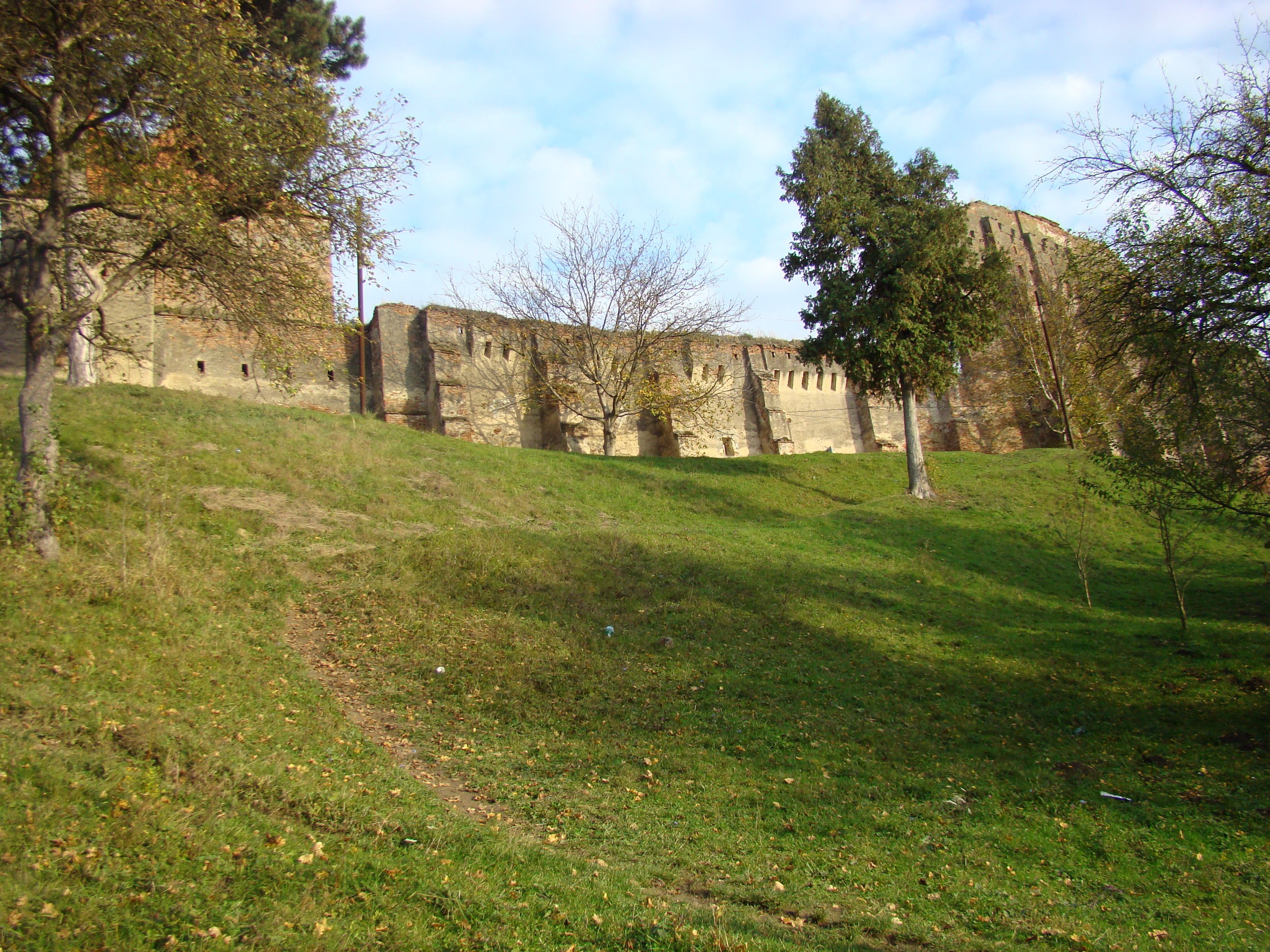
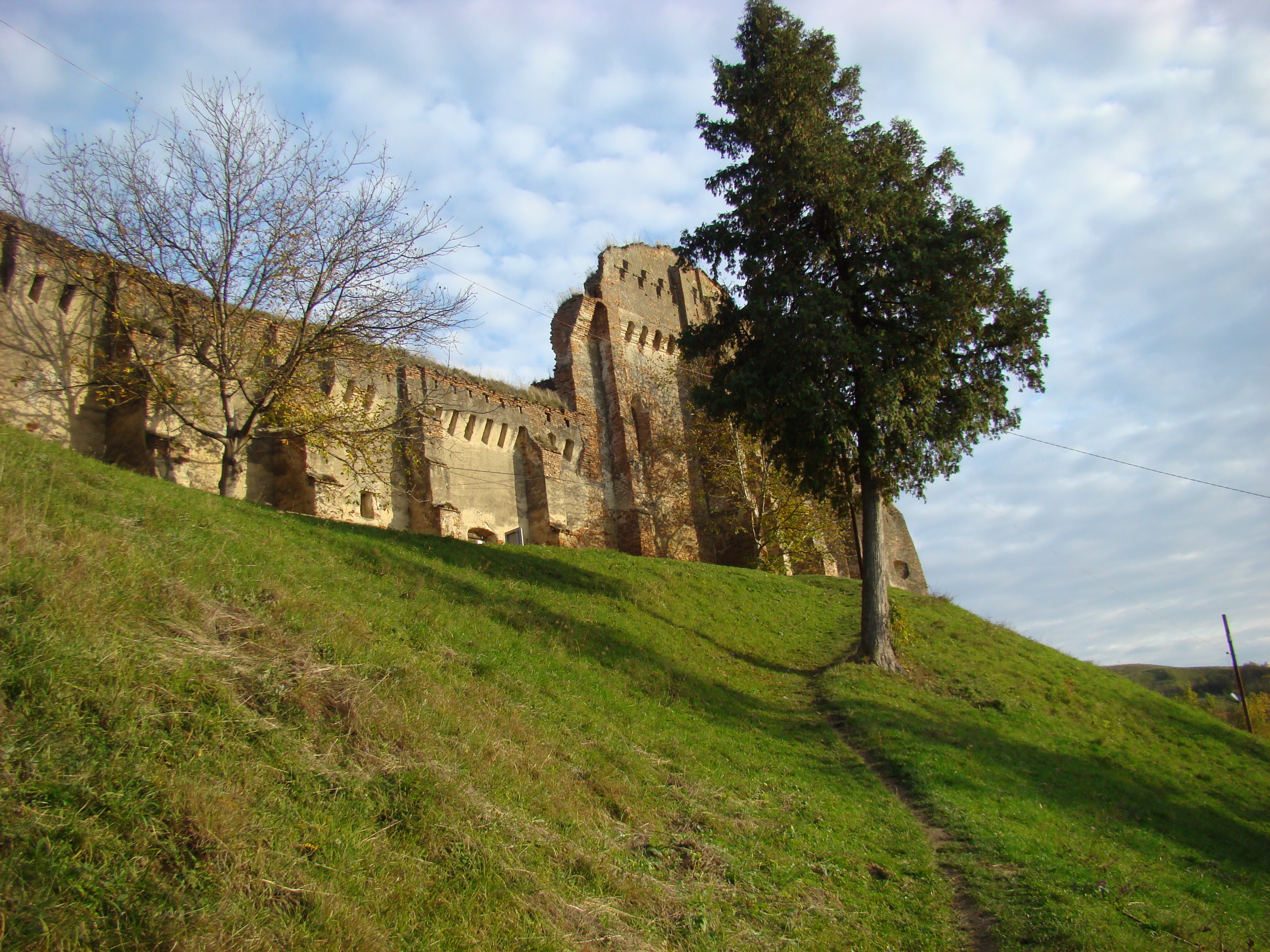
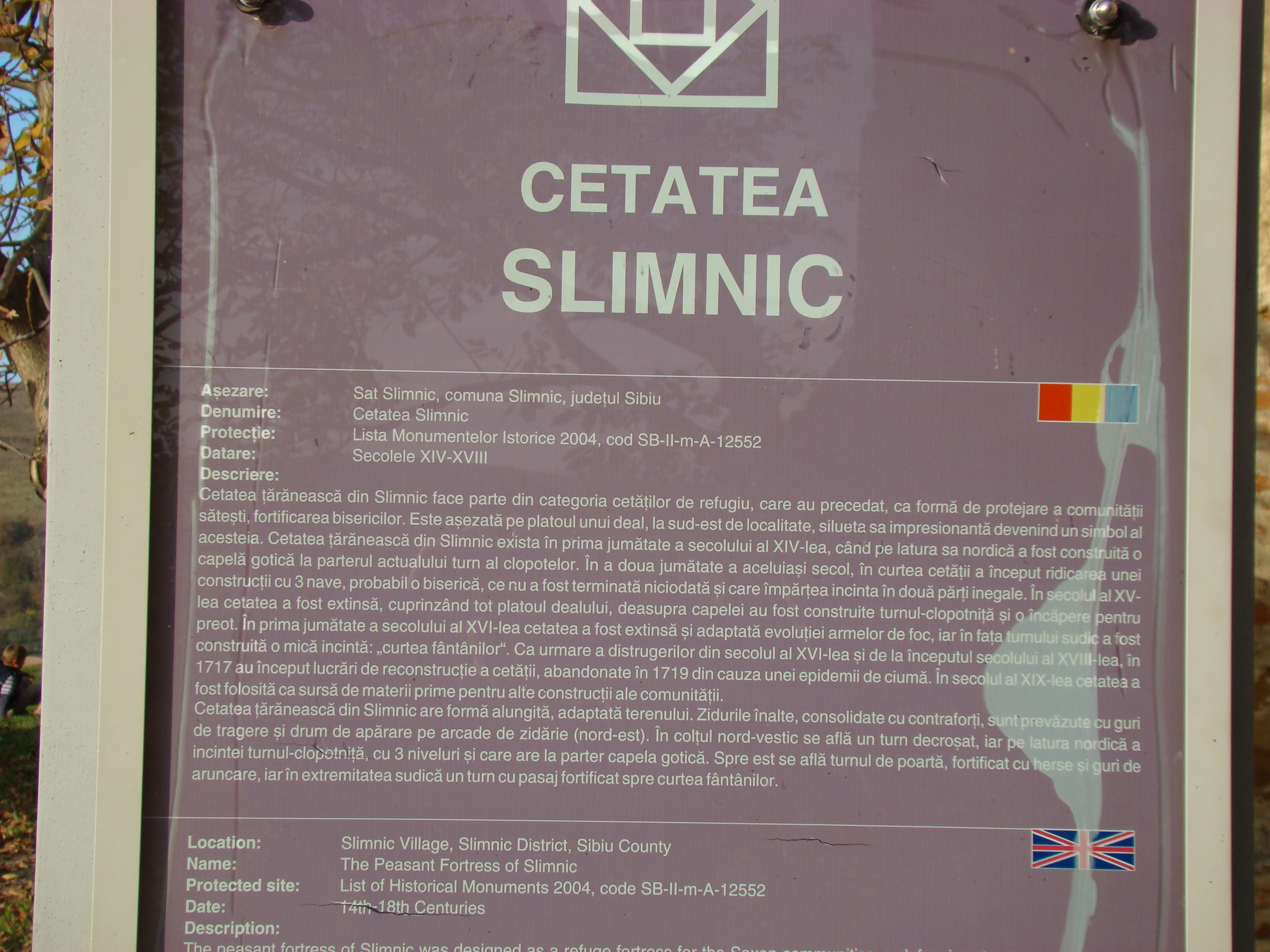
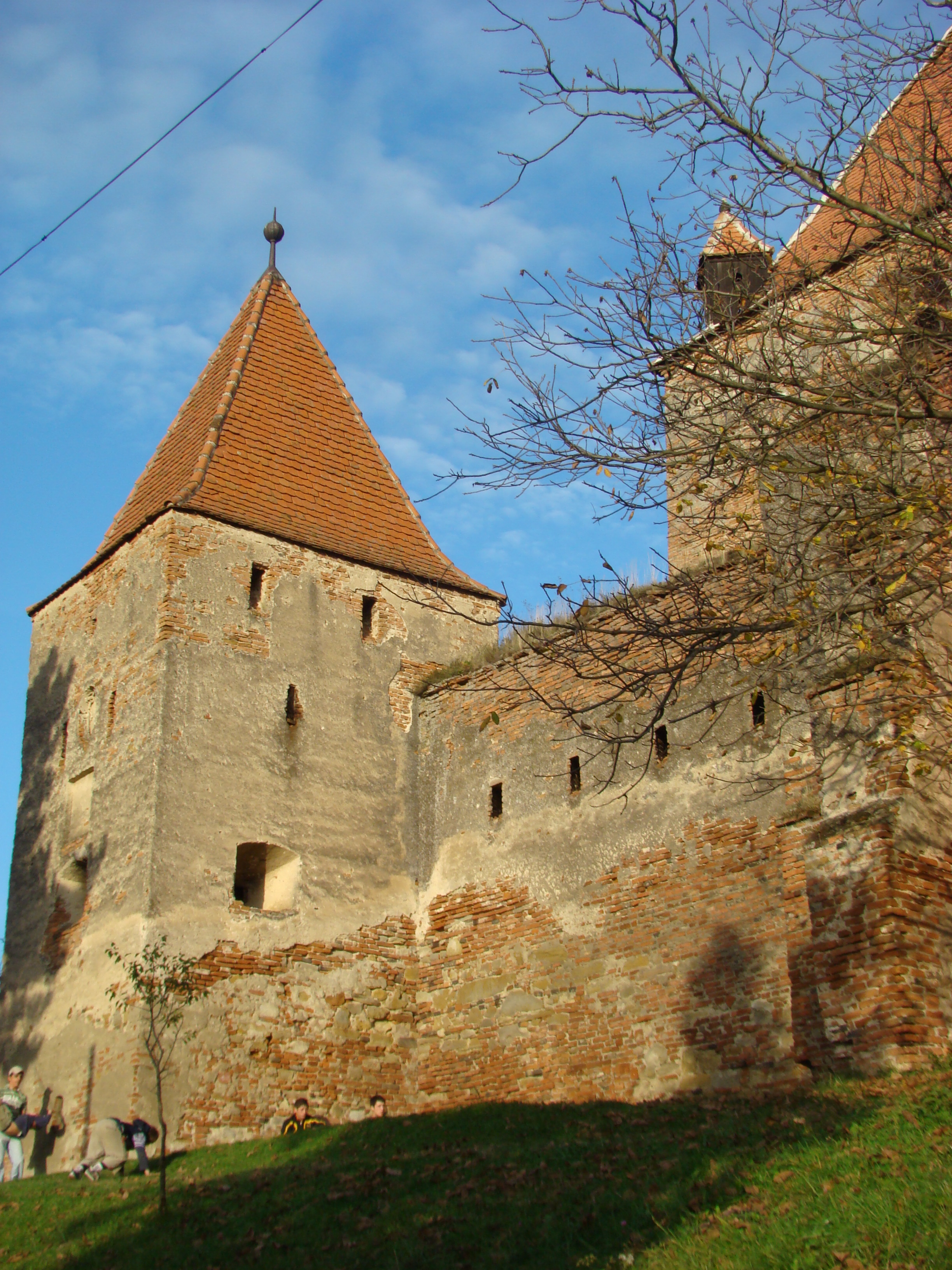
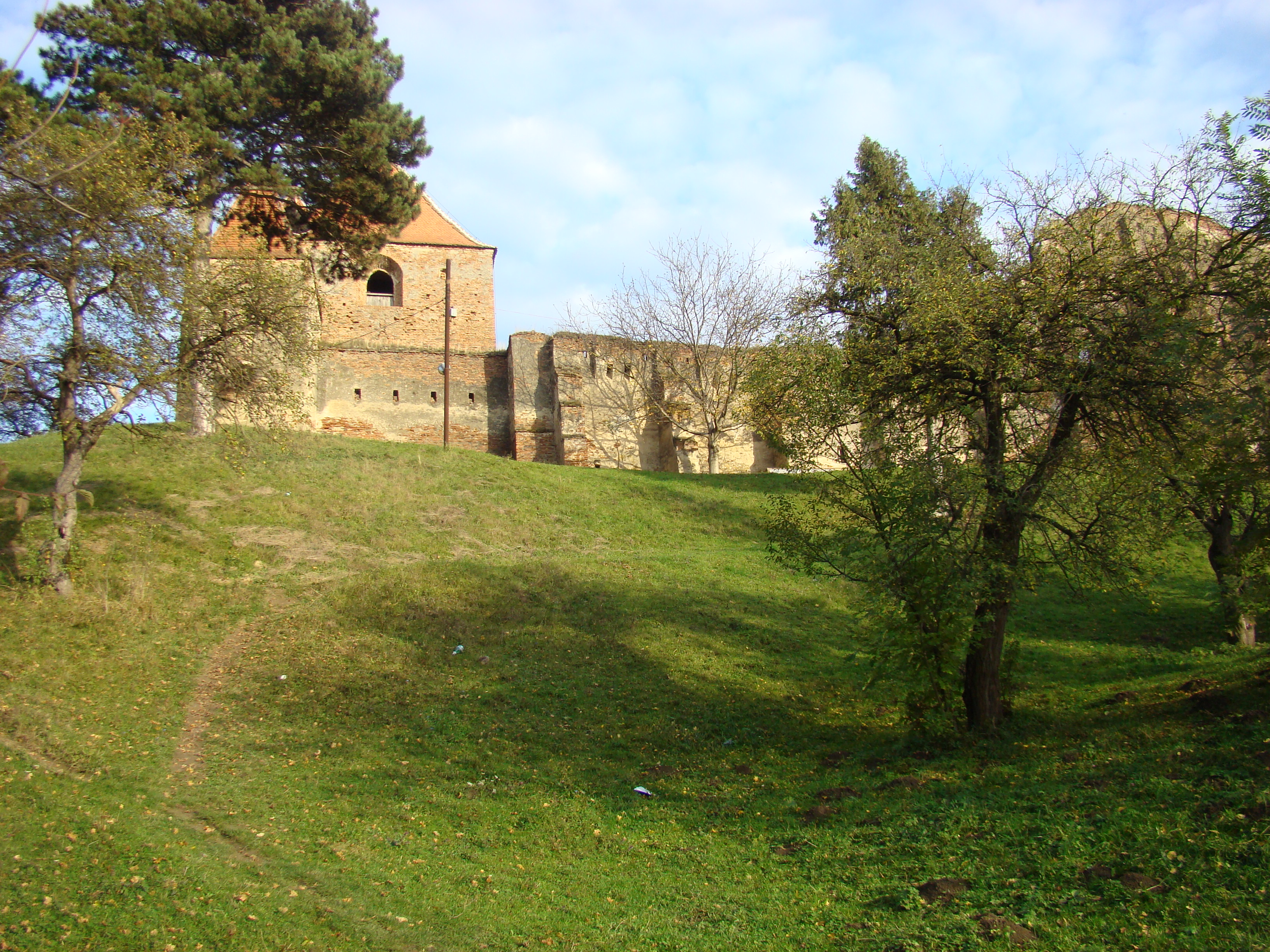
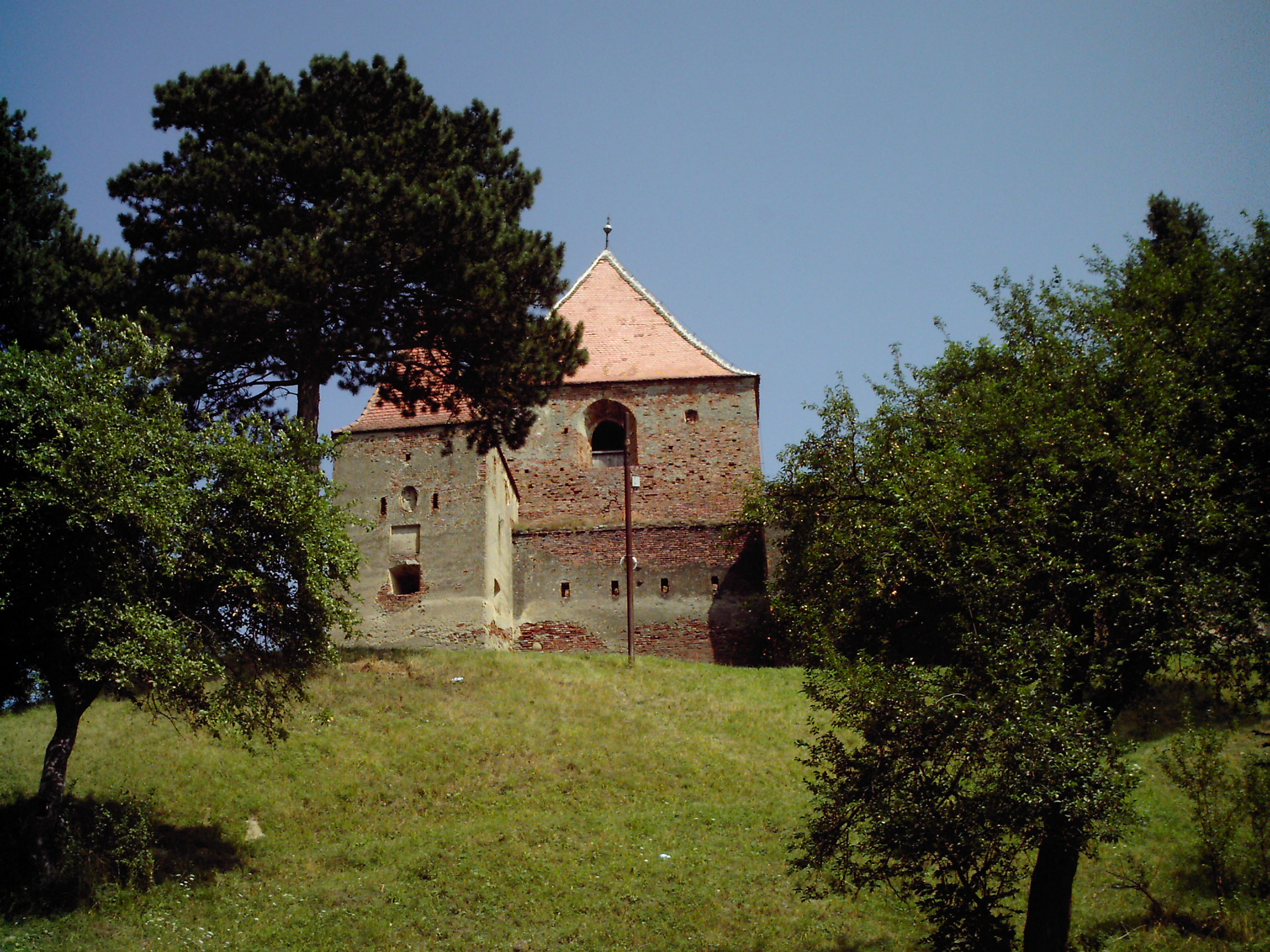
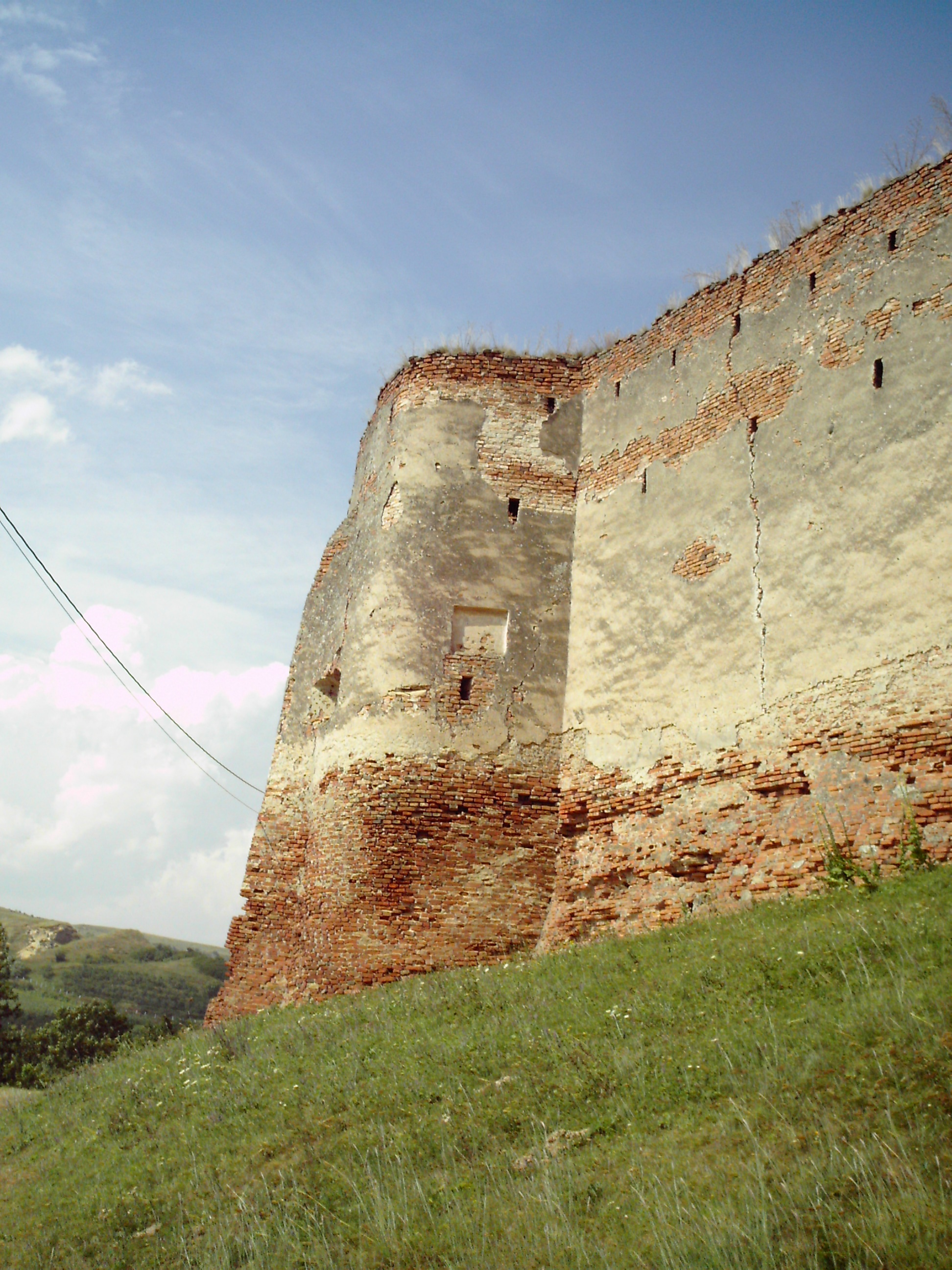
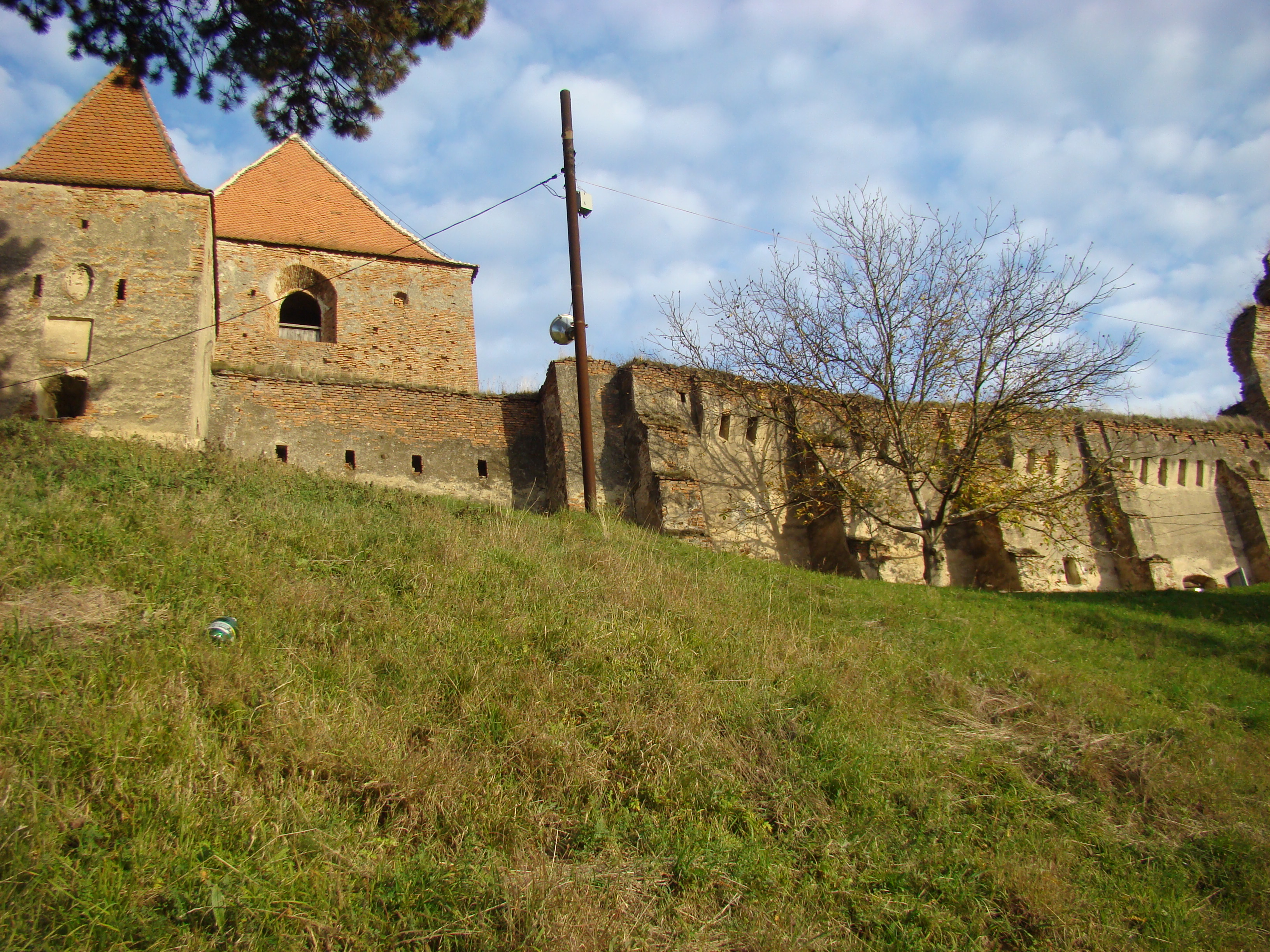
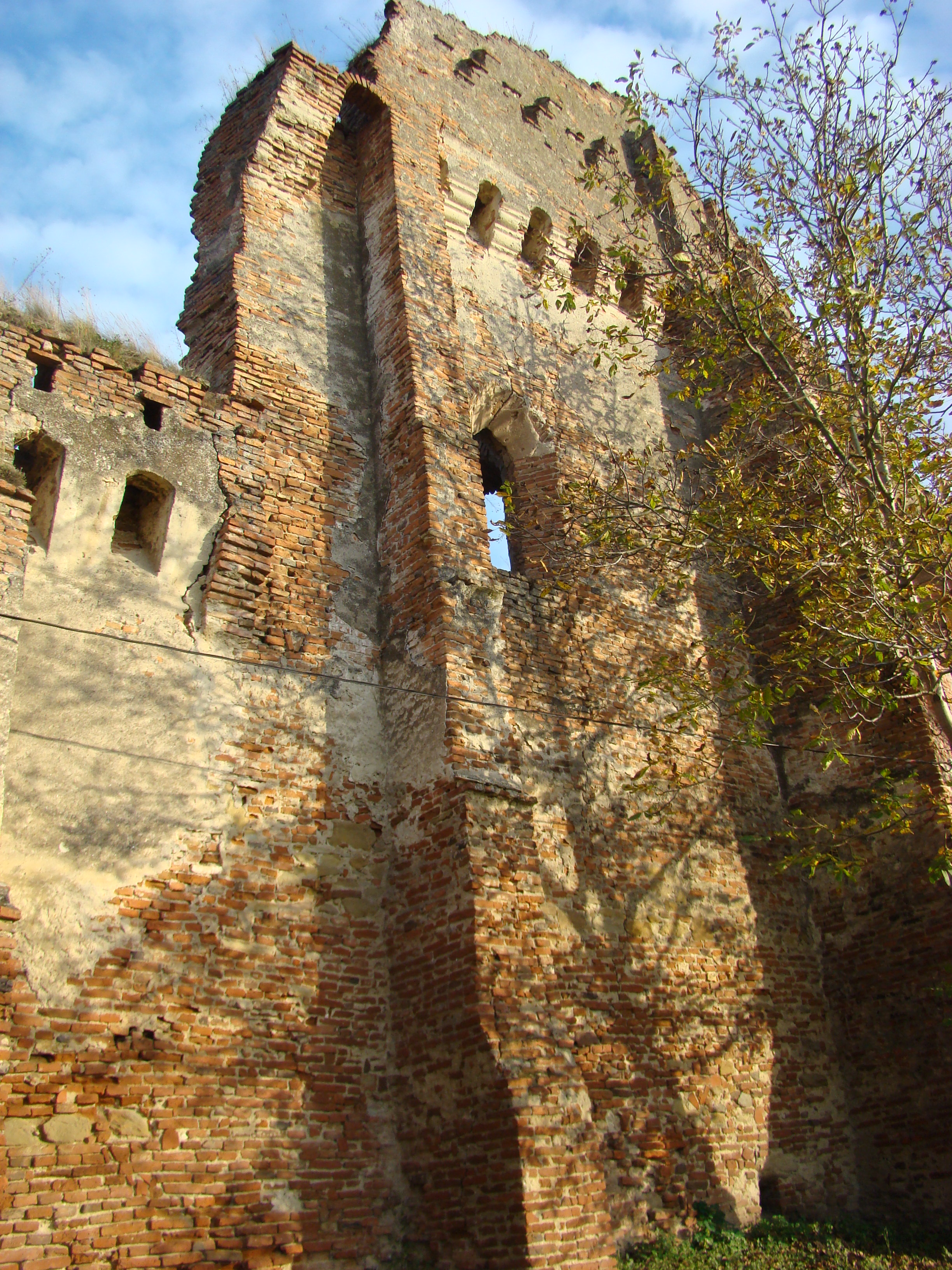
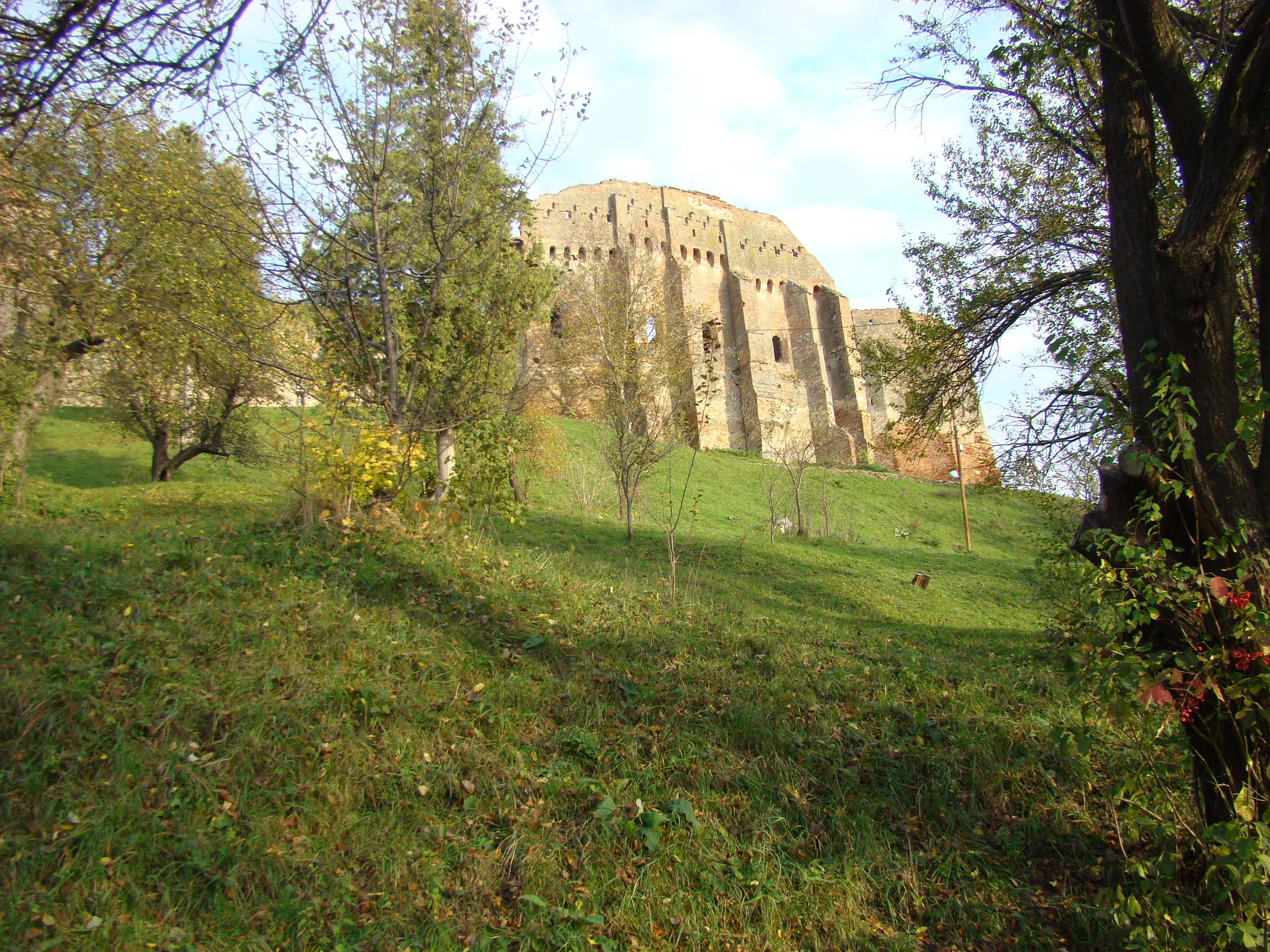
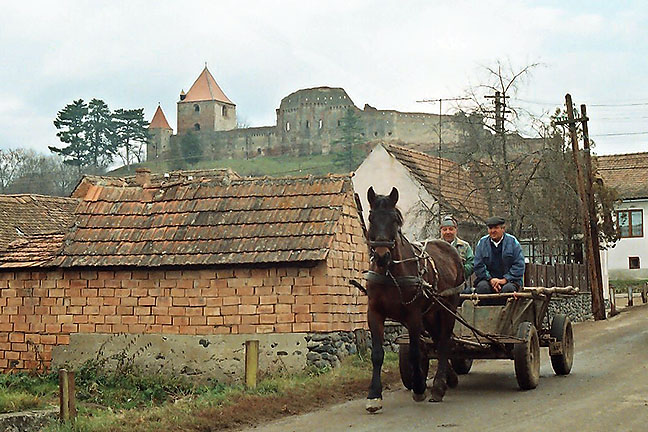